# Nitrianska Streda
Nitrianska Streda (bis 1927 slowakisch „Nitrianská Streda“; ungarisch Nyitraszerdahely) ist eine Gemeinde im Westen der Slowakei mit 738 Einwohnern (Stand 31. Dezember 2024) und gehört zum Okres Topoľčany, einem Kreis des Nitriansky kraj.

## Geographie

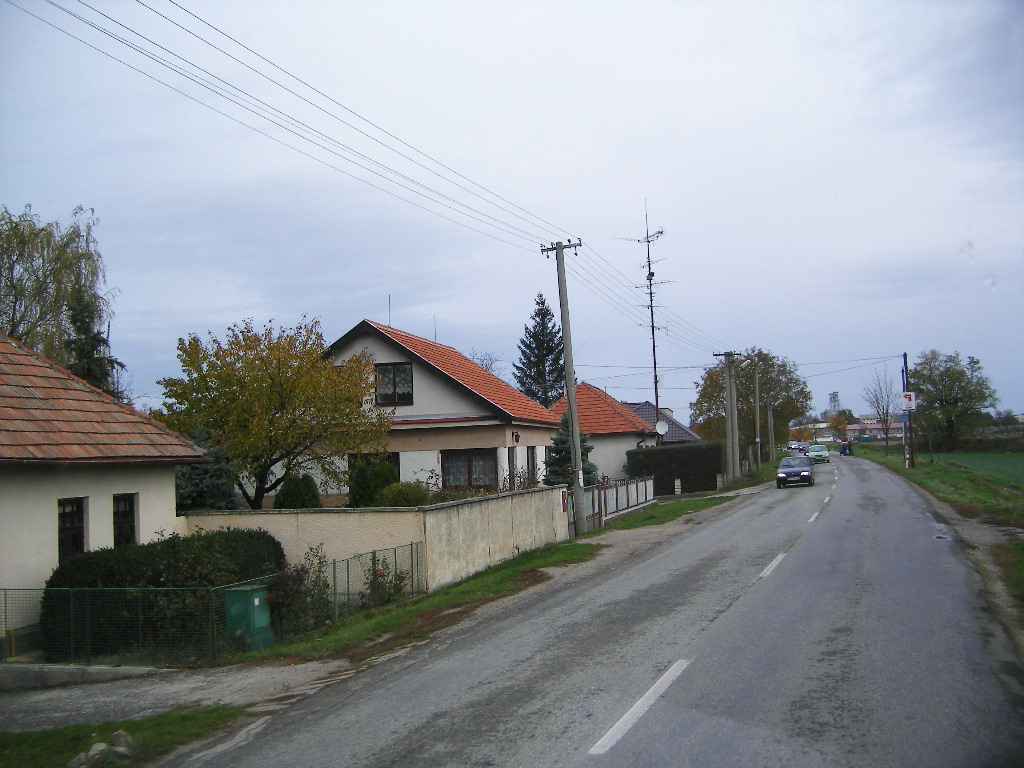
Hauptstraße von Nitrianska Streda

Die Gemeinde befindet sich im Ostteil des Hügellandes Nitrianska pahorkatina, einem Teil des slowakischen Donautieflands, am linken Ufer der Nitra und am Fuße des Tribetzgebirges. Das Ortszentrum liegt auf einer Höhe von 170 m n.m. und ist sieben Kilometer von Topoľčany entfernt.
Nachbargemeinden sind Topoľčany im Norden, Solčany im Nordosten, kurz Velčice im Südosten, Kovarce und Čeľadince im Süden, Chrabrany im Westen und Nemčice im Nordwesten.

## Geschichte
Der Ort wurde zum ersten Mal 1278 als Zeredahel schriftlich erwähnt und erhielt seinen Namen nach den mittwochs stattfindenden Markttagen. Die Ortschaft war anfangs königliches Gut, danach gehörte sie verschiedenen Geschlechtern wie dem böhmischen Voyt sowie später einheimischen Zerdahelyi, Bossány, Apponyi und anderen. Im 14. Jahrhundert entstand hier eine kleine Burg, die nach der Eroberung durch den Raubritter Podmaniczky 1548–1549 per Verordnung des ungarischen Reichstags geschleift wurde. 1828 zählte man 75 Häuser und 523 Einwohner, die von der Landwirtschaft, aber auch Weberei und Spitzenanfertigung lebten.
Bis 1918 gehörte der im Komitat Neutra liegende Ort zum Königreich Ungarn und kam danach zur Tschechoslowakei beziehungsweise heute Slowakei.
Von 1976 bis 1990 war der Nachbarort Čeľadince Teil der Gemeinde.

## Bevölkerung
| Jahr                | 1994 | 2004     | 2014    | 2024    |
| ------------------- | ---- | -------- | ------- | ------- |
| Anzahl der Personen | 666  | 757      | 767     | 738     |
| Unterschied         |      | +13,66 % | +1,32 % | −3,78 % |

| Jahr                | 2023 | 2024    |
| ------------------- | ---- | ------- |
| Anzahl der Personen | 741  | 738     |
| Unterschied         |      | −0,40 % |

Nach der Volkszählung 2011 wohnten in Nitrianska Streda 731 Einwohner, davon 700 Slowaken, sechs Tschechen und jeweils ein Mährer und Ukrainer. 23 Einwohner machten diesbezüglich keine Angabe. 273 Einwohner bekannten sich zur evangelischen Kirche A. B., 250 Einwohner zur römisch-katholischen Kirche, jeweils fünf Einwohner zur evangelisch-methodistischen Kirche sowie zur kongregationalistischen Kirche, drei Einwohner zu den Siebenten-Tags-Adventisten und zwei Einwohner zur griechisch-katholischen Kirche; vier Einwohner bekannten sich zu einer anderen Konfession. 150 Einwohner waren konfessionslos und bei 29 Einwohnern wurde die Konfession nicht ermittelt.

## Bauwerke
- befestigtes Landschloss mit Ecktürmen aus dem Jahr 1537, heute im gemischten Renaissance-barocken Aussehen
- Landschloss im klassizistischen Stil aus dem Anfang des 19. Jahrhunderts
- evangelische Artikularkirche aus dem Jahr 1748, überwiegend im Barockstil mit einigen klassizistischen Teilen
- römisch-katholische Philippus-und-Jakobus-Kirche im klassizistischen Stil aus den Jahren 1785–1790

## Söhne und Töchter der Gemeinde
- Ludwig Geduly (1815–1890), evangelischer Bischof
- Ladislav Čepčianský (1931–2021), Kanute